# Heliconius cassandra
Heliconius cassandra är en fjärilsart som beskrevs av Felder 1862. Heliconius cassandra ingår i släktet Heliconius och familjen praktfjärilar. Inga underarter finns listade i Catalogue of Life.